# Elsbeth van Rooij-Vink
Elisabet "Elsbeth" van Rooy-Vink (ur. 25 stycznia 1973 w Wijk en Aalburg) – holenderska kolarka górska, szosowa i przełajowa, brązowa medalistka mistrzostw świata w maratonie MTB.

## Kariera
Największy sukces w karierze Elsbeth van Rooij-Vink osiągnęła w 2006 roku, kiedy zdobyła brązowy medal podczas mistrzostw świata w maratonie MTB w Oisans. W zawodach tych wyprzedziły ja jedynie Norweżka Gunn-Rita Dahle Flesjå oraz Petra Henzi ze Szwajcarii. Ponadto sześciokrotnie zdobywała mistrzostwo Holandii w kolarstwie górskim. Na szosie jej największe sukcesy to między innymi: srebrny medal w wyścigu ze startu wspólnego na mistrzostwach świata juniorów w 1991 roku i zwycięstwo w klasyfikacji generalnej Holland Ladies Tour w 1998 roku. Startowała także w kolarstwie przełajowym, zdobywając między innymi dwa medale mistrzostw Holandii: srebrny w 1992 roku i brązowy w 2004 roku. Trzykrotnie startowała na igrzyskach olimpijskich: na igrzyskach w Atlancie w 1996 roku była piąta w cross-country, a w szosowym wyścigu ze startu wspólnego zajęła 28. miejsce. Na rozgrywanych osiem lat później igrzyskach w Atenach ponownie była piąta w cross-country, a na igrzyskach w Pekinie w 2008 roku rywalizację w tej samej konkurencji zakończyła na czternastej pozycji.